# Motortransporteur

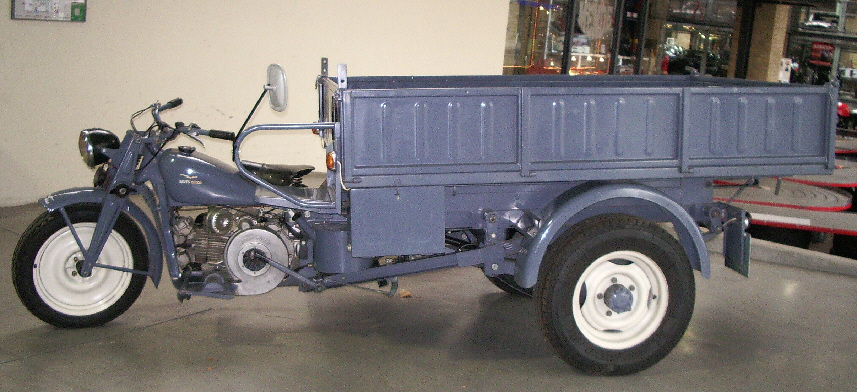
Moto Guzzi Ercole motortransporteur

Een motortransporteur is een driewielig transportvoertuig, gebaseerd op een motorfiets, waarbij een laadbak is gemonteerd boven de twee aangedreven achterwielen. Dit soort voertuigen werd veel in de jaren 50 en 60 gebruikt. Een andere benaming is triporteur.